# 7e étape du Tour d'Italie 2010
Pour un article plus général, voir Tour d'Italie 2010.
La 7e étape du Tour d'Italie 2010 s'est déroulée le samedi 15 mai 2010 entre Carrare et Montalcino sur 222 kilomètres. L'Australien Cadel Evans  (BMC Racing)  remporte l'étape et le Kazakh Alexandre Vinokourov (Astana) récupère le maillot rose. L'étape est considérée par les coureurs, suiveurs, organisateurs et journalistes comme l'une des plus exigeantes de l'histoire du cyclisme, similaire à celle du Gavia en 1988 ou celle du Monte Bondone en 1956, toutes deux parcourues sous la neige.

## Profil de l'étape
Cette étape a la particularité d'emprunter une partie du parcours des Strade Bianche. Les coureurs roulent donc sur des chemins calcaires et en terre. L'étape comporte trois principales difficultés, dont la dernière, longue de 12 kilomètres, possède des pourcentages qui dépassent les 10 %. De plus, la pluie s'est mêlée à l'étape.

## La course
Les premières attaques surviennent après une heure de course. Un groupe de seize coureurs, dont Gilberto Simoni (Lampre-Farnese Vini), Valerio Agnoli (Liquigas-Doimo), le maillot blanc, Fabian Wegmann (Team Milram) et Andriy Grivko (Astana), se porte en tête de la course. L’équipe Team Katusha décide de rouler pour Filippo Pozzato et le groupe est vite repris. Rick Flens (Rabobank) et Nicki Sørensen (Team Saxo Bank) sortent à leur tour. Cette fois-ci, le peloton ne réagit pas et les laisse filer. Ils prennent six minutes d'avance en quinze kilomètre et l’écart atteint ensuite dix minutes. La pluie commence à tomber, rendant les conditions de course difficiles pour les coureurs qui emprunteront dans le final les routes de terre blanche de Toscane. À 50 kilomètres de l’arrivée, le peloton ne compte plus que trois minutes de retard. Il se coupe en deux.
À 40 kilomètres de l’arrivée, alors que Dario Cioni (Team Sky) a essayé d’attaquer, le leader de la course, Vincenzo Nibali (Liquigas-Doimo) se retrouve dans une chute. Il a avec lui ses coéquipiers Valerio Agnoli et Ivan Basso et d’autres coureurs comme Michele Scarponi (Androni Giocattoli). Le peloton en profite pour accélérer, avec notamment Linus Gerdemann (Team Milram) qui attaque, suivi d'Alexandre Vinokourov (Astana), Stefano Garzelli (Acqua & Sapone), Thomas Rohregger (Team Milram) et Jan Bakelants (Omega Pharma-Lotto). Ils sont rattrapés par un peloton comprenant Cadel Evans (BMC Racing) et de Damiano Cunego (Lampre-Farnese Vini) notamment. Ils attaquent la principale difficulté de la journée : une côte de douze kilomètres, avec des pentes supérieures à 10 %, dans la boue et sous la pluie. On ne distingue plus les maillots, les coureurs sont noirs de boue. Vinokourov attaque, contré par Evans. Ils sont rejoints par Damiano Cunego, Stefano Garzelli, John Gadret (AG2R La Mondiale), David Arroyo (Caisse d'Épargne) et Marco Pinotti (Team HTC-Columbia). Ces sept hommes basculent en tête au sommet et se dirigent vers la victoire. Derrière, Michele Scarponi  revient à une minute, et Ivan Basso  et Vincenzo Nibali pointent à 1 minute 30. Vinokourov attaque une nouvelle fois, et de nouveau Evans revient sur lui avec Pinotti, Cunego et Arroyo. Ils sont cinq à pouvoir gagner. Plusieurs attaques interviennent, sans permettre à un coureur de creuser d’écart. Evans lance le sprint de loin et résiste, en distançant ses poursuivants. Il remporte l’étape. Damiano Cunego finit second et Alexandre Vinokourov  troisième. Vincenzo Nibali, qui arrive avec deux minutes de retard, laisse le maillot rose à Vinokourov. Carlos Sastre (Cervélo TestTeam) finit à cinq minutes.

## Côtes
- Volterra Roncolla (9,1 km à 4,7 %) : 3e catégorie
- Passo del Rospatoio (6,2 km à 4,7 %) : 3e catégorie
- Poggio Civitella (12 km à 3,7 %) : 2e catégorie

## Classement de l'étape

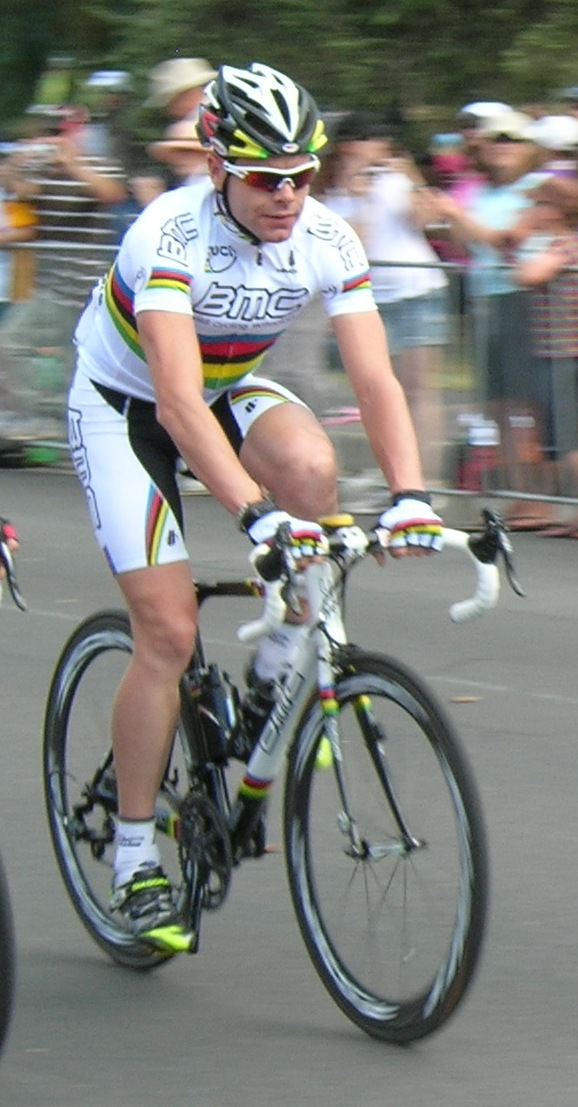
Cadel Evans vainqueur de l'étape

|    | Coureur              | Pays       | Équipe              |    | Temps           |
| -- | -------------------- | ---------- | ------------------- | -- | --------------- |
| 1  | Cadel Evans          | Australie  | BMC Racing          | en | 5 h 13 min 36 s |
| 2  | Damiano Cunego       | Italie     | Lampre-Farnese Vini | +  | 2 s             |
| 3  | Alexandre Vinokourov | Kazakhstan | Astana              |    | 2 s             |
| 4  | Marco Pinotti        | Italie     | Team HTC-Columbia   |    | 6 s             |
| 5  | David Arroyo         | Espagne    | Caisse d'Épargne    |    | 12 s            |
| 6  | Stefano Garzelli     | Italie     | Acqua & Sapone      |    | 27 s            |
| 7  | John Gadret          | France     | AG2R La Mondiale    |    | 29 s            |
| 8  | Michele Scarponi     | Italie     | Androni Giocattoli  |    | 1 min 01 s      |
| 9  | Cayetano Sarmiento   | Colombie   | Acqua & Sapone      |    | 1 min 07 s      |
| 10 | Linus Gerdemann      | Allemagne  | Team Milram         |    | 1 min 14 s      |

## Classement général
|    | Coureur              | Pays        | Équipe             |    | Temps            |
| -- | -------------------- | ----------- | ------------------ | -- | ---------------- |
| 1  | Alexandre Vinokourov | Kazakhstan  | Astana             | en | 24 h 39 min 42 s |
| 2  | Cadel Evans          | Australie   | BMC Racing         | +  | 1 min 12 s       |
| 3  | David Millar         | Royaume-Uni | Garmin-Transitions |    | 1 min 29 s       |
| 4  | Vladimir Karpets     | Russie      | Team Katusha       |    | 1 min 30 s       |
| 5  | Vincenzo Nibali      | Italie      | Liquigas-Doimo     |    | 1 min 33 s       |
| 6  | Marco Pinotti        | Italie      | Team HTC-Columbia  |    | 1 min 40 s       |
| 7  | Linus Gerdemann      | Allemagne   | Team Milram        |    | 1 min 50 s       |
| 8  | Ivan Basso           | Italie      | Liquigas-Doimo     |    | 1 min 51 s       |
| 9  | Thomas Rohregger     | Autriche    | Team Milram        |    | 1 min 56 s       |
| 10 | Richie Porte         | Australie   | Team Saxo Bank     |    | 2 min 00 s       |

## Abandons
- Marzio Bruseghin (Caisse d'Épargne), non partant
- Eros Capecchi (Footon-Servetto), non partant